# 伍汉文
伍汉文（1925年—2019年2月20日），男，祖籍广东台山，生于香港，中国内科内分泌学家、医学遗传学家，曾任湖南医科大学附属第二医院教授、博士生导师。